# Pandercetes celebensis vulcanicola
Pandercetes celebensis là một phân loài nhện trong họ Sparassidae.
Loài này thuộc chi Pandercetes. Pandercetes celebensis vulcanicola được Anna Maria Sibylla Merian miêu tả năm 1911.